# Deza (Soria)
Deza ist ein Ort und eine Gemeinde (municipio) mit nur noch 165 Einwohnern (Stand: 2024) im Osten der spanischen Provinz Soria in der Autonomen Gemeinschaft Kastilien-León. Die Gemeinde gehört zur bevölkerungsarmen Serranía Celtibérica.

## Lage
Der Ort Deza liegt am Río Henar nahe der ehemaligen Grenze zwischen Altkastilien und dem Königreich Aragón in einer Höhe von ca. 885 m. Die Provinzhauptstadt Soria ist gut 60 km (Fahrtstrecke) in nordwestlicher Richtung entfernt; nächstgrößere Stadt ist Calatayud in der Provinz Saragossa. Das Klima im Winter ist kühl, im Sommer dagegen durchaus warm; die geringen Niederschläge (ca. 470 mm/Jahr) fallen – mit Ausnahme der eher regenarmen Sommermonate – verteilt übers ganze Jahr.

## Bevölkerungsentwicklung
| Jahr      | 1857  | 1900  | 1950  | 2000 | 2019 |
| Einwohner | 1.391 | 1.600 | 1.478 | 388  | 214  |

Der deutliche Bevölkerungsrückgang seit den 1950er Jahren ist im Wesentlichen auf die Mechanisierung der Landwirtschaft, die Aufgabe bäuerlicher Kleinbetriebe (Höfesterben) und den damit einhergehenden Verlust an Arbeitsplätzen zurückzuführen. Zur Gemeinde gehören auch die beiden Weiler (pedanías) La Alameda und Miñana mit jeweils noch ca. 10 Einwohnern.

## Wirtschaft
Der Ort war und ist das wirtschaftliche Zentrum einer Landgemeinde. Heute spielt der Tourismus in Form der Vermietung von Ferienwohnungen (casas rurales) eine nicht unbedeutende Rolle für die Einnahmen des Ortes.

## Geschichte
Auf dem Gemeindegebiet wurden prähistorische, römische und westgotische Kleinfunde entdeckt, doch sind die Spuren insgesamt eher dürftig. Nach der arabisch-maurischen Eroberung entvölkerten sich weite Gebiete im Norden der Iberischen Halbinsel. Die erste Nachricht von der Existenz einer Burg (castillo) stammt aus dem Jahr 876; sie wurde im Jahr 974 von den Truppen des kastilischen Grafen García Fernández erfolglos belagert und fiel erst im Jahr 1136 in die Hände der Christen. Danach wurde die Region wiederbesiedelt (repoblación), doch blieb sie lange Zeit zwischen Kastilien und dem Königreich Aragón umstritten und wurde um das Jahr 1370 als Dank für seine vorangegangenen Dienste an Bertrand du Guesclin weitergegeben. Wenige Jahrzehnte später gelangte sie in den Besitz der Herzöge von Medinaceli.

## Sehenswürdigkeiten

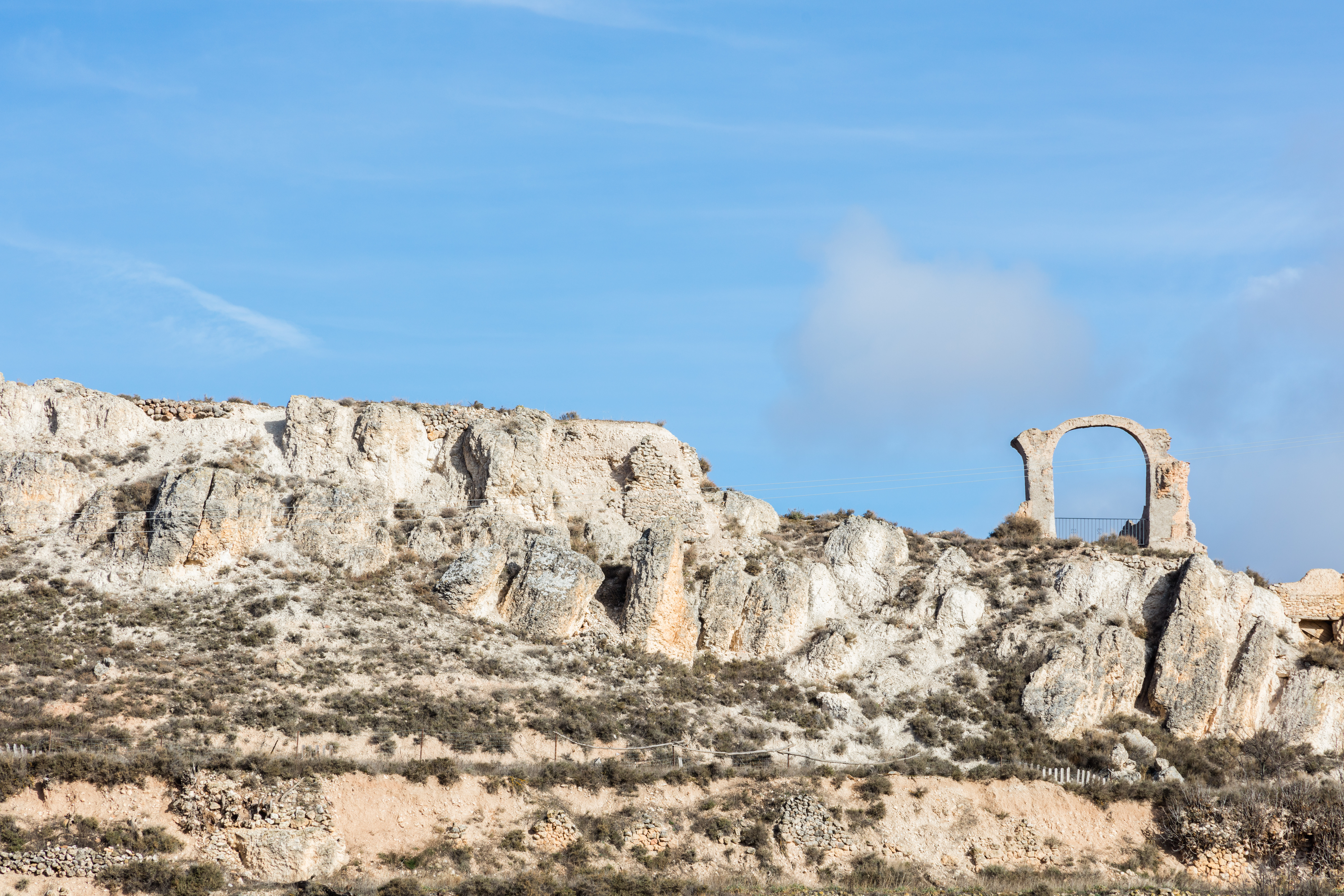
Deza – Ruinen einer Ermita

- Bedeutendstes Bauwerk des Ortes ist die Burg (castillo), die in ihrer heutigen Gestalt auf die Herzöge von Medinaceli zurückgeht.[5][6]
- Die zum Bistum Sigüenza gehörende Iglesia de Nuestra Señora de la Asunción ist eine imposante dreischiffige Hallenkirche des 16. Jahrhunderts, deren Sterngewölbe auf Säulen ruhen.[7][8]
- Der mittelalterliche Palacio de San Martín de Finojosa verdient ebenfalls Beachtung.[9]
- Die hufeisenförmige, heute von Betonmauern eingefasste Plaza de Toros ist eine der ältesten der Region.[10]

Umgebung
- Von ehemals fünf Einsiedlerkirchen (ermitas) sind noch drei erhalten: La Soledad, San Roque und San Antonio.